# Arnoul Ier de Chiny
Pour les articles homonymes, voir Arnoul et Arnoul Ier.
Arnoul Ier de Chiny, mort le 16 avril 1106, fut comte de Chiny. Il était fils de Louis II, comte de Chiny.
Il succéda à son père avant 1066. Il eut de nombreux démêlés avec les religieux, notamment avec l'évêque de Liège Henri. En 1084, il tenta de capturer Richilde de Hainaut, mais échoua. En 1070, il avait fondé l'abbaye d'Orval avec Conrad Ier de Luxembourg, mais il dut fonder d'autres établissement religieux, en expiation de ses nombreux crimes.

## Mariage et enfants
Il avait épousé Adélaïs ou Adélaïde, fille d'Hildouin IV de Montdidier, comte de Roucy et de Ramerupt, et d'Alix de Roucy, qui donna naissance à :
- Otton II, comte de Chiny ;
- une fille, qui fut la mère d'Arnulf, archidiacre à Trêves ;
- Hedwige, mariée à Dodo, seigneur de Cons.

Il aurait eu une seconde épouse, dont l'histoire n'a pas retenu le nom, qui fut mère de :
- Albéron de Chiny, évêque de Verdun de 1131 à 1156.

## Source
- Christian Settipani, La Préhistoire des Capétiens (Nouvelle Histoire généalogique de l'auguste maison de France, vol. 1), Villeneuve-d'Ascq, éd. Patrick van Kerrebrouck, 1993, 545 p. (ISBN 978-2-95015-093-6).